# Serra de Falgars
La Serra de Falgars és una serra situada al municipi de La Pobla de Lillet a la comarca del Berguedà, amb una elevació màxima de 1.287 metres.